# 齐勒谷地施特拉斯
齐勒谷地施特拉斯是奥地利蒂罗尔州施瓦茨县的一个市镇。海拔高度为523米，总面积5.96平方公里，总人口847人，人口密度142.1人/平方公里（2005年）。